# Pronto Monto
| Recensione       | Giudizio |
| ---------------- | -------- |
| AllMusic         | [ 1 ]    |
| Robert Christgau | B+       |

Pronto Monto è il terzo album discografico di Kate & Anna McGarrigle, pubblicato dalla casa discografica Warner Bros. Records nel 1978.

## Tracce
Lato A
1. Oh My Heart – 3:07 (Anna McGarrigle, Dane Lanken)
2. Side of Fries – 3:22 (Kate McGarrigle, Phillippe Tartartcheff)
3. Just Another Broken Heart – 3:33 (David Nichtern)
4. Na Cl (Cloruro di sodio) – 2:30 (Kate McGarrigle)
5. Pronto Monto – 2:51 (Kate McGarrigle, Anna McGarrigle, Phillippe Tartartcheff)
6. Stella by Artois – 3:53 (Kate McGarrigle)

Lato B
1. Bundle of Sorrow, Bundle of Joy – 4:04 (Anna McGarrigle)
2. Come Back Baby – 3:18 (Kate McGarrigle)
3. Tryin' to Get to You – 2:39 (Charlie Singleton, Rose McCoy)
4. Fixture in the Park – 3:37 (Anna McGarrigle)
5. Dead Weight – 2:27 (Anna McGarrigle)
6. Cover Up My Head – 2:53 (Galt MacDermot, William Dumaresq)

## Musicisti
Oh My Heart
- Anna McGarrigle - voce solista, pianoforte
- David Spinozza - chitarra elettrica
- Jeff Mironov - chitarra elettrica
- Kenny Disco Stu Pearson - organo
- Tony Levin - basso elettrico
- Stephen Gadd - batteria
- George Devens - marimba
- Susan Evans - percussioni

Side of Fries
- Kate McGarrigle - voce solista, squeeze boxes, pianoforte
- Anna McGarrigle - voce, solista, squeeze boxes
- David Nichtern - chitarra elettrica
- Jon Sholle - chitarra elettrica slide
- Kenny Disco Stu Pearson - clavinet
- David Woodford - sassofono soprano
- Kenny Kosek - fiddle
- Gordon Edwards - basso elettrico
- Bernard Purdie - batteria
- George Devens - percussioni
- Howard Johnson - arrangiamento strumenti a fiato

Just Another Broken Heart
- Kate McGarrigle - voce solista, pianoforte
- David Nichtern - chitarra elettrica solista
- Jerry Donahue - chitarra elettrica
- Pat Donaldson - basso elettrico
- Gary Mallaber - batteria
- David Campbell - arrangiamento strumenti a corda

Na Cl
- Kate McGarrigle - voce solista, pianoforte
- Jon Sholle - chitarra f-hole
- Freebo - tuba
- Michael Moore - contrabbasso
- Grady Tate - batteria

Pronto Monto
- Anna McGarrigle - voce solista, pianoforte
- Kate McGarrigle - squeeze box
- Scot Lang - chitarra elettrica
- Chaim Tannenbaum - mandolino, armonica
- Kenny Disco Stu Pearson - organo
- Freebo - basso elettrico
- Gary Mure - batteria
- George Devens - percussioni

Stella by Artois
- Kate McGarrigle - voce solista, pianoforte
- George Young - clarinetto
- Michael Moore - contrabbasso
- Walter Raim - arrangiamento strumenti a fiato e strumenti ad arco

Bundle of Sorrow, Bundle of Joy
- Anna McGarrigle - voce solista, pianoforte
- Jeff Mironov - chitarra elettrica
- Scot Lang - chitarra acustica
- Kenny Disco Stu Pearson - organo
- Kenny Kosek - fiddle
- Bob Glaub - basso elettrico
- Gary Mure - batteria
- George Devens - percussioni
- Victor Feldman - percussioni

Come Back Baby
- Kate McGarrigle - voce solista, chitarra elettrica
- Jon Sholle - chitarra acustica
- Chaim Tannenbaum - armonica
- Michael Moore - contrabbasso
- Grady Tate - batteria

Tryin' to Get to You
- Kate McGarrigle - voce solista, pianoforte
- Jerry Donahue - chitarra elettrica
- Kenny Disco Stu Pearson - organo
- David Woodford - sassofono tenore (solo)
- Bryan Cumming - sassofono tenore
- Pat Donaldson - basso elettrico
- Gary Mallaber - batteria

Fixture in the Park
- Anna McGarrigle - voce solista, pianoforte
- Kate McGarrigle - organo
- David Nichtern - chitarra acustica
- Chaim Tannenbaum - armonica
- Michael Moore - contrabbasso
- Walter Raim - arrangiamento (string quartet)

Dead Weight
- Anna McGarrigle - voce solista
- Kate McGarrigle - pianoforte
- Jeff Mironov - chitarra elettrica
- Tony Levin - basso elettrico
- Stephen Gadd - batteria

Cover Up My Head
- Kate McGarrigle - voce solista, pianoforte
- Richard Resnicoff - chitarra elettrica
- Jon Sholle - chitarra acustica
- Kenny Disco Stu Pearson - pianoforte elettrico fender rhodes
- Tony Levin - basso elettrico
- Stephen Gadd - batteria

Note aggiuntive
- David Nichtern - produttore
- Dan Barrett - assistente alla produzione
- Registrazioni effettuate al Sunset Sound Recorders e Redwing Sound di Los Angeles, California e all'A&R Studios e Automated Sound Studios di New York
- Elliot Scheiner, Arthur Friedman, Tony Sciarrotta, Tom Scufert - ingegneri delle registrazioni
- Mixato da Elliot Scheiner allo Studio 55 di Los Angeles, California e da Peter Granet al Wally Heider di Los Angeles, California
- Masterizzato da Mike Reese al The Mastering Lab di Los Angeles, California
- Armonie vocali: Kate McGarrigle, Anna McGarrigle, Chaim Tannenbaum, Peter Weldon, Dane Lanken
- John Cabalka - art direction
- William Murray - fotografia
- Vigon Nahas Vigon - lettering
- Ringraziamenti speciali a: Willie & Clodagh, Arlene, Charlie Clifton, Leslie Mona, Dan Barrett, Judith Bergen[4]